# Амнести Интернешънъл
„Амнести Интернешънъл“ (на английски: Amnesty International, също и AI или само Amnesty) е международна неправителствена независима организация за защита на човешките права със седалище в Лондон, Обединено кралство. Според самата организация наброява повече от седем милиона члена и симпатизанти от цял свят.
Мисията на организацията е да работи за „свят, в който всеки човек има всички човешки права, записани във Всеобщата декларация за правата на човека на ООН (1948) и в други международни документи“
Амнести Интернешънъл е основана в Лондон през 1961, след публикуването на статията „Забравените затворници“ (на английски: The Forgotten Prisoners) във вестник Обзървър на 28 май 1961, с автор адвоката Питър Бененсън. Организацията привлича общественото внимание към случаи с нарушени човешки права и работи за спазване на международните закони и норми. Тя се стреми да мобилизира общественото мнение и да се окаже натиск върху правителствата, които допускат нарушенията. Според организацията смъртното наказание е „крайно, необратимо отричане на човешките права“. Удостоена е с Нобелова награда за мир за 1977 г. за „защита на човешките права срещу изтезания“, както и с наградата на ООН в областта на човешките права през 1978 г.
Сред международните правозащитни организации Амнести Интернешънъл е с третата най-дълга история (първа е Международната федерация за правата на човека и има най-широко признание, като мнозина я считат за еталон на движението като цяло.
Има секции в 58 държави и няколко милиона членове и поддръжници в повече от 150 страни. Издава годишни доклади, в които критикува нарушенията на човешките права. От август 2018 г. се ръководи от генералния секретар Куми Найду (Kumi Naidoo).

## История
Организацията е основана през юли 1961 г. от британския юрист Питър Бененсън. Поводът е прочетена от него статия, разказваща за съдбата на двама португалски студенти, прекарали 7 години в затвор, само защото вдигнали наздравица за „свободата“ (употребата на думата „свобода“ в Португалия по време на управлението на Антонио ди Оливейра Салазар е забранена). На 28 май 1961 г. Питър Бененсън публикува в британския вестник „Обзървър“ статия със заглавие „Забравените затворници“, в която призовава да се освободят затворниците на съвестта. Бененсън предлага хората да залеят правителствата с писма, в които да искат свобода за политическите затворници. Статията е преиздадена в много европейски вестници и намира широк обществен отзвук. Последвалата я акция „Апел за амнистия, 1961“ се смята за начало на „Амнести Интернешънъл“.
Първи президент и съосновател на „Амнести Интернешънъл“ е ирландският нобелов лауреат Шон Макбрайд. Между многобройните бивши подзащитници на организацията са президентите на Южна Африка, Нигерия, Южна Корея и Чехия – Нелсън Мандела, Олусегун Обасанджо, Ким Те Чжун и Вацлав Хавел.
Лого на организацията е увита с бодлива тел свещ и надпис „работещ в защита на човешките права по света“ (working to protect human right worldwide).

## Цели и дейност
Амнести Интернешънъл преди всичко насочва своята работа към правителствата, но също така се обръща и към неправителствени организации и физически лица.
Съществуват 6 ключови сфери, в които работи „Амнести“:
- права на жените, права на децата, права на националните малцинства и местни права;
- прекратяване на насилието;
- премахване на смъртното наказание;
- права на бежанците;
- права на затворниците, преследвани заради техните убеждения;
- защита на човешкото достойнство.

Някои специфични цели са: премахване на смъртното наказание, на извънсъдебните екзекуции и „изчезванията“, осигуряване на затворнически условия, отговарящи на международния стандарт за човешките права, осигуряване на честен и справедлив съдебен процес за всички политически затворници, осигуряване на безплатно образование за всички деца по света, легализиране на аборта, борба срещу своеволията на правосъдието, прекратяване на използването на деца като войници, освобождаване на всички затворници заради своите убеждения, промотиране на икономически, социални и културни права на изолираните общества, предпазване на защитниците на човешки права, промотиране на религиозна толерантност, прекратяване на насилието, спиране на незаконните убийства при въоръжени конфликти, подкрепа на правата на бежанците, емигрантите, търсещите убежище и защита на човешкото достойнство.
За да постигне тези цели, „Амнести Интернешънъл“ развива няколко начина за публикуване на информация и мобилизиране на общественото мнение. Организацията смята за една от своите сили публикуването на безпристрастни и точни доклади. Докладите се провеждат чрез: интервюиране на жертви или официални лица, наблюдаване на съдебни дела, работа с местни активисти по човешките права, медиен мониторинг. Целта е да се разпращат до медиите навременни прес релийзи и информация за новинарски бюлетини и сайтове.
Кампаниите за мобилизиране на общественото мнение могат да са индивидуални, държавни или тематични. Използват се различни похвати, като например директни молби, медийна и публицистична дейност и публични демонстрации. Много често наред с кампаниите се провежда и набиране на средства.

## Организационна структура
„Амнести Интернешънъл“ се състои предимно от членове-доброволци, но също така включва и малък брой платени професионалисти. В страни, където „Амнести Интернешънъл“ има силно затвърдена позиция, членовете са организирани в „секции“, като някои от членовете в секциите се обединяват в групи. Всяка от секциите има директори. През 2005 г. секциите по света са 52. Друга форма са структурите, които имат по-малко членове и ограничен персонал. В страните, където не съществуват секции, хората могат да станат международни членове. Съществуват и други 2 организационни модела: „международни мрежи“, които промотират специфични теми или имат специфична идентичност, и „асоциирани групи“, които вършат същата работа като секционните групи, но в изолация.
Споменатите по-горе структури са представени в Международния съвет (IC), който се ръководи от председател. Членовете на секциите и структурите имат право да назначават един или няколко представители в Съвета, в зависимост от броя на техните членове. Международният съвет може да кани представители от международните мрежи или други членове на срещите, но единствено представителите от секциите и структурите имат правото да гласуват. Функцията на Международния съвет е да определя посоката на движение на организацията и да назначава и контролира вътрешните управляващи. Международният съвет се свиква на всеки 2 години.
Международният съвет избира Международен изпълнителен комитет (IEC), състоящ се от председател, 8 членове и касиер. Той представлява Международния съвет и се събира 2 пъти в годината. Ролята му е да взема решения от името на „Амнести Интернешънъл“, да изпълнява стратегията и да осигурява съответствие с устава на организацията.
Международният секретариат (IS) е отговорен за управлението и ежедневните дейности на „Амнести Интернешънъл“ под ръководството на Международния изпълнителен комитет и Международния съвет. Той се състои от приблизително 500 професионалисти в различни области и се ръководи от главен секретар. Международният секретариат разработва няколко работни програми: „Международно право и организации“, „Проучвания“, „Кампании“, „Мобилизация“ и „Комуникации“. Офисите му се намират в Лондон от неговото създаване през 1960-те години.
„Амнести Интернешънъл“ се финансира от такси и дарения от членовете по света, като не се приемат дарения от правителства или правителствени организации.

## В България
От октомври 2017 г. организацията развива и платформа в България. Представителството осъществява постоянна институционална връзка с Международния секретариат на Амнести Интернешънъл в Брюксел и Лондон, за да защити правата на човека в страната и да създаде устойчиво гражданско движение в тяхна полза.